# Imperator (serie di romanzi)
Imperator (in inglese Emperor) è una serie storica composta da cinque romanzi dell'autore britannico Conn Iggulden, avente come protagonista Caio Giulio Cesare, console e dittatore della Repubblica romana.

## Cronologia delle pubblicazioni
I cinque romanzi sono stati pubblicati tra il 2003 e il 2013:
- Le porte di Roma - pubblicato nel 2003
- Il soldato di Roma - pubblicato nel 2004
- Cesare padrone di Roma - pubblicato nel 2004
- La caduta dell'aquila - pubblicato nel 2005
- Il sangue degli dei - pubblicato nel 2013

La serie è stata ben accolta da molti critici, ma ha anche ricevuto commenti negativi in quanto Iggulden ha talvolta cambiato alcuni eventi storici al fine di creare una narrazione più entusiasmante. Ciò è in parte riconosciuto dall'autore, e annotato alla fine di ogni romanzo.

## Adattamento cinematografico
Nel 2010 fu annunciata una trilogia cinematografica basata sui romanzi di Iggulden, con il primo film diretto da Burr Steers. Del progetto non si seppe più nulla fino al 2015, anno in cui venne annunciato che il progetto aveva finalmente trovato casa alla Lionsgate. Da allora nessuna informazione è stata più resa nota.